# Emarginea
Emarginea là một chi bướm đêm thuộc họ Noctuidae.

## Loài
- Emarginea anna Schaus, 1911
- Emarginea combusta (Walker, [1858])
- Emarginea dulcinea Dyar, 1921 (misspelling Emarginea dulcinia)
- Emarginea empyra Dyar, 1909
- Emarginea gammophora Guenée, 1852
- Emarginea minastes Dyar, 1920
- Emarginea niphoplaga Druce, 1909
- Emarginea nocea Dyar, 1912
- Emarginea oleagina (Dognin, 1889)
- Emarginea pallida (Smith, 1902)
- Emarginea partitella (Maassen, 1890)
- Emarginea percara (Morrison, 1875)